# Miša Novak
Mihaela »Miša« Novak Marlis, nekdanji slovenski fotomodel in učiteljica jezikov in plesa ter prevajalka, * 19. september 1975, Ptuj
Leta 1998 je kot absolventka angleščine in nemščine osvojila naslov Miss Slovenije 1998. Naslov ji je prinesel sodelovanje s podjetjem Simobil. Pojavljala se je v njihovih oglasih, predstavljala jih je na sejmih, podjetje je bilo sponzor njene udeležbe na osemkilometerskem teku prijateljstva v New Yorku. Kot študentka si je želela biti slavna, potem pa zaradi slabih izkušenj ni bila več prepričana, če ji to ustreza.
V mladosti je trenirala ples, ga za nekaj let opustila, nato se je spet vrnila k njemu. Med študijem je poučevala v zasebni jezikovni šoli.
Leta 2005 je diplomirala na Filozofski fakulteti v Ljubljani.

## Zasebno
Visoka je 176 centimetrov. Z možem Grkom ima hčer, živijo v Grčiji na Zakintosu, kjer Novakova poučuje ples in jezike ter prevaja.
Leta 2022 sta skupaj s hčerko Maro tekmovali v 7. sezoni Greece's Next Top Model.